# 伊格爾灣
63°24′S 57°0′W / 63.400°S 57.000°W
伊格爾灣（瑞典語：Aguila, caleta），是南極洲的海灣，位於葛拉漢地的特里尼蒂半島，處於霍普灣南部，由瑞典探險隊發現，現時由南極條約體系管理。

## 外部連結
. . United States Geological Survey.   [2012-02-22].